# Coppa Italia 1940/41

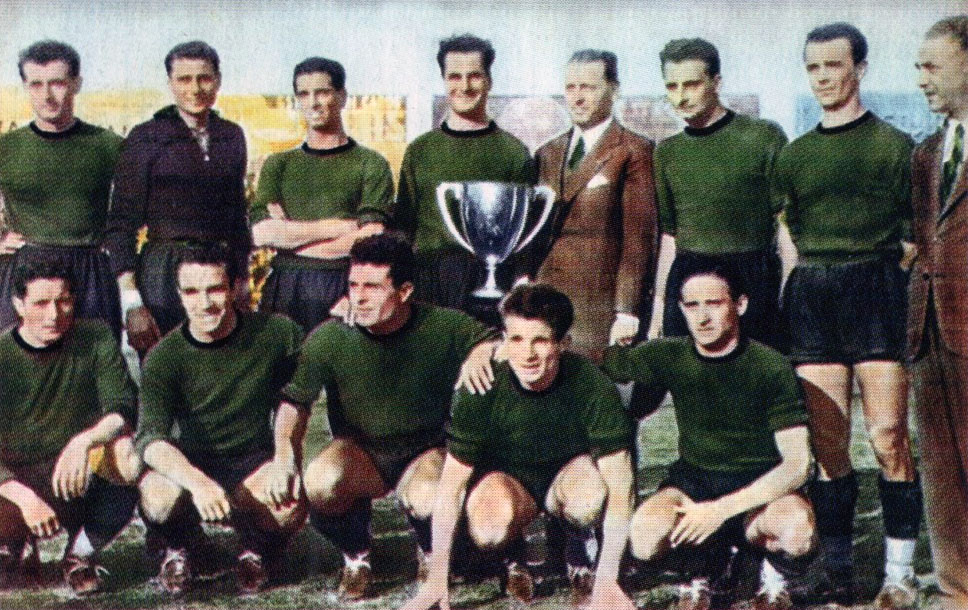
Der Pokalsieger Associazione Fascista Calcio Venezia

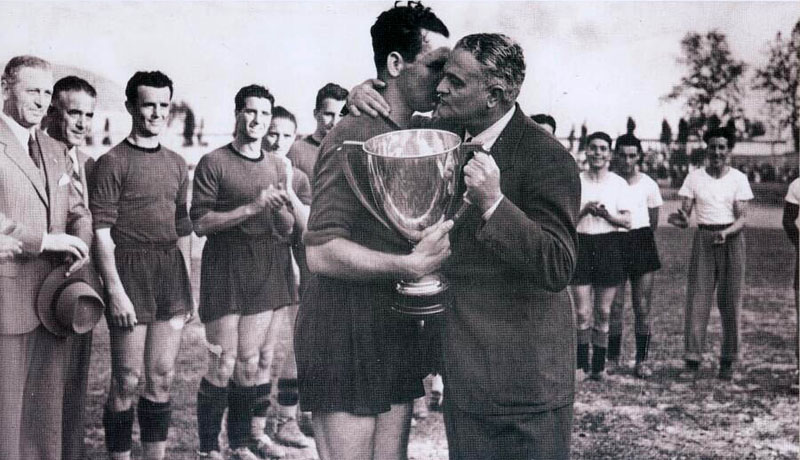
Pokalübergabe

Die Coppa Italia 1940/41, der italienische Pokalwettbewerb, begann in der Saison 1940/41 am 22. September 1940 mit den Erstrundenspielen. Das Finale fand am 8. Juni 1941 zwischen AC Venedig und der AS Rom statt. AC Venedig entschied das Finale nach einem 3:3 im Stadio Nazionale del PNF in Rom und einem 1:0 im Wiederholungsspiel am 15. Juni 1941 im Stadio Pierluigi Penzo in Venedig. Dies war der erste und einzige Pokalsieg in der Vereinsgeschichte für die AC Venedig.

## Runde Serie B
|             | Ergebnis  |              |
| ----------- | --------- | ------------ |
| AC Liguria  | 3:0       | Pro Vercelli |
| AC Reggiana | 2:3 n. V. | AC Fanfulla  |

## Runde Serie B/Serie C
|                    | Ergebnis |                         |
| ------------------ | -------- | ----------------------- |
| Anconitana-Bianchi | 8:1      | Molfetta                |
| Brescia            | 3:1      | US Alessandria          |
| AS Casale          | 4:0      | FC Modena               |
| US Fiumana         | 3:1      | Pirelli Mailand-Bicocca |
| AS Forlì           | 2:3      | AC Fanfulla             |
| AC Liguria         | 7:0      | US Sanremese            |
| Lucchese Libertas  | 6:2      | Cavagnaro Genua-Sestri  |
| Hellas Verona      | 3:1      | Vicenza Calcio          |
| AC Macerata        | 1:2      | AC Siena                |
| Padova Calcio      | 6:1      | AC Marzotto             |
| Pro Patria         | 5:0      | Amatori Bologna         |
| Salernitana        | 3:0      | Pescara Calcio          |
| AS Savona          | 3:0      | AC Arezzo               |
| Spezia Calcio      | 4:3      | AC Pisa                 |
| Borzacchini Terni  | 4:1      | Juventina               |
| Udinese Calcio     | 4:1      | AC Parma                |

## 1. Runde
|                  | Ergebnis |                    |
| ---------------- | -------- | ------------------ |
| Ambrosiana-Inter | 0:2      | Juventus Turin     |
| Atalanta Bergamo | 2:2      | Brescia Calcio     |
| AS Bari          | 1 0:2 1  | Novara Calcio      |
| AS Casale        | 1:5      | AC Mailand         |
| AC Florenz       | 1:0      | AC Liguria         |
| US Fiumana       | 2:1      | Genua 1893         |
| AS Livorno       | 2:0      | AS Savona          |
| Padova Calcio    | 6:1      | Salernitana        |
| Pro Patria       | 0:1      | Lucchese Libertas  |
| AS Rom           | 6:1      | AC Fanfulla        |
| AC Siena         | 0:0      | FC Bologna         |
| Spezia Calcio    | 1:0      | Anconitana-Bianchi |
| AC Turin         | 1:1      | SSC Neapel         |
| US Triestina     | 1:2      | SS Lazio           |
| Udinese Calcio   | 4:0      | Hellas Verona      |
| AC Venedig       | 3:0      | Borzacchini Terni  |

### Wiederholungsspiele
|                  | Ergebnis |                |
| ---------------- | -------- | -------------- |
| Atalanta Bergamo | 2:4      | Brescia Calcio |
| AC Siena         | 3:6      | FC Bologna     |
| AC Turin         | 2:1      | SSC Neapel     |

## Achtelfinale
|                   | Ergebnis  |                |
| ----------------- | --------- | -------------- |
| FC Bologna        | 3:1 n. V. | AS Livorno     |
| AC Florenz        | 5:3       | Juventus Turin |
| US Fiumana        | 0:1       | Spezia Calcio  |
| Lucchese Libertas | 1:3       | Padova Calcio  |
| AC Mailand        | 0:2       | SS Lazio       |
| AS Rom            | 2:2       | Novara Calcio  |
| AC Turin          | 5:2       | Brescia Calcio |
| AC Venedig        | 5:0       | Udinese Calcio |

### Wiederholungsspiele
|        | Ergebnis |               |
| ------ | -------- | ------------- |
| AS Rom | 2 2:0 2  | Novara Calcio |

## Viertelfinale
|               | Ergebnis |            |
| ------------- | -------- | ---------- |
| FC Bologna    | 3:4      | AC Venedig |
| Padova Calcio | 1:3      | AC Turin   |
| AS Rom        | 4:1      | AC Florenz |
| Spezia Calcio | 2:5      | Lazio Rom  |

## Halbfinale
|            | Ergebnis  |          |
| ---------- | --------- | -------- |
| AC Turin   | 1:1 / 0:1 | AS Rom   |
| AC Venedig | 3:1       | SS Lazio |

## Finale
| AS Rom                                         | AS Rom | AC Venedig | AC Venedig |
| ---------------------------------------------- | --- | --- | ---------- |
| AS Rom                                         | \| 8. Juni 1941 in Rom (Stadio Nazionale del PNF) \| \| Ergebnis: 3:3 n. V. (3:3, 3:1) \| \| Schiedsrichter: Renzo Curradi (Florenz) \|                                                                            | \| 8. Juni 1941 in Rom (Stadio Nazionale del PNF) \| \| Ergebnis: 3:3 n. V. (3:3, 3:1) \| \| Schiedsrichter: Renzo Curradi (Florenz) \|                                                                                                | AC Venedig |
| AS Rom                                         | Guido Masetti, Luigi Brunella, Mario Acerbi, Paolo Jacobini, Aldo Donati, Giuseppe Bonomi, Naim Krieziu, Ermes Borsetti, Amedeo Amadei, Aristide Coscia, Miguel Ángel Pantó Cheftrainer: Alfréd Schaffer ( Ungarn) | Giorgio Fioravanti, Gian Emilio Piazza, Silvio Di Gennaro, Víctor Tortora, Sandro Puppo, Lidio Stefanini, Giovanni Alberti, Ezio Loik, Alfredo Diotalevi, Valentino Mazzola, Lanfranco Alberico Cheftrainer: Giovanni Battista Rebuffo | AC Venedig |
| AS Rom                                         | 1:0 Amedeo Amadei (14.) 2:0 Amedeo Amadei (16.) 3:0 Amedeo Amadei (19.) | 3:1 Valentino Mazzola (37.) 3:2 Alfredo Diotalevi (63.) 3:3 Giovanni Alberti (68.) | AC Venedig |
| 8. Juni 1941 in Rom (Stadio Nazionale del PNF) | | |            |
| Ergebnis: 3:3 n. V. (3:3, 3:1)                 | | |            |
| Schiedsrichter: Renzo Curradi (Florenz)        | | |            |

## Wiederholungsspiel
| AC Venedig                                        | AC Venedig | AS Rom | AS Rom |
| ------------------------------------------------- | --- | --- | ------ |
| AC Venedig                                        | \| 15. Juni 1941 in Venedig (Stadio Pierluigi Penzo) \| \| Ergebnis: 1:0 (0:0) \| \| Schiedsrichter: Raffaele Scorzoni (Bologna) \| | \| 15. Juni 1941 in Venedig (Stadio Pierluigi Penzo) \| \| Ergebnis: 1:0 (0:0) \| \| Schiedsrichter: Raffaele Scorzoni (Bologna) \|                                                                                | AS Rom |
| AC Venedig                                        | Giorgio Fioravanti, Gian Emilio Piazza, Silvio Di Gennaro, Víctor Tortora, Sandro Puppo, Lidio Stefanini, Giovanni Alberti, Ezio Loik, Alfredo Diotalevi, Valentino Mazzola, Lanfranco Alberico Cheftrainer: Giovanni Battista Rebuffo | Guido Masetti, Luigi Brunella, Mario Acerbi, Paolo Jacobini, Aldo Donati, Giuseppe Bonomi, Naim Krieziu, Ermes Borsetti, Amedeo Amadei, Aristide Coscia, Miguel Ángel Pantó Cheftrainer: Alfréd Schaffer ( Ungarn) | AS Rom |
| AC Venedig                                        | 1:0 Ezio Loik (73.) | | AS Rom |
| 15. Juni 1941 in Venedig (Stadio Pierluigi Penzo) | | |        |
| Ergebnis: 1:0 (0:0)                               | | |        |
| Schiedsrichter: Raffaele Scorzoni (Bologna)       | | |        |